# WBSC 랭킹
WBSC 랭킹(WBSC World Rankings)은 세계 각국의 야구 수준을 점수화하여 순위를 비교한 것으로, IBAF가 존재하던 2009년 1월에 IBAF 랭킹이라는 이름으로 공식적으로 발표되기 시작하였고, IBAF와 ISF가 합병하여 WBSC가 탄생한 2013년에 현재의 명칭으로 변경되었다. WBSC는 앞으로 연맹에서 주최하는 대회가 종료될 때마다 새로운 국제 랭킹을 발표할 계획이다. 여성 야구 대표팀, 소프트볼 대표팀의 랭킹도 따로 존재한다.

## 점수 산정 방식

### 구계산법 기준
최근 4년 동안 세계 야구 소프트볼 연맹(WBSC)이 주최하는 대회의 성적을 바탕으로 한다. 각 대회 1위에게는 50점, 2위는 40점, 3위 30점, 4위 15점 등으로 기본 포인트를 부여하고, 대회의 규모나 중요성에 따라 받은 점수에 배수를 하는 방식이다.
예를 들면, 올림픽이나 월드 베이스볼 클래식같이 세계적 주요 대회의 경우 받은 점수에 X4를 적용하고, 세계 랭킹 상위권 소속의 국가가 거의 참가하지 않는 등 규모가 작거나 중요도가 낮은 대회의 경우에는 X0.5, X0.25등의 배수를 적용, 감산을 하게 된다. 그 결과 얻어진 점수를 모두 합하여 점수가 높은 순서대로 순위를 매기게 된다.

### 신계산법 기준
최근 4년 경기를 토대로 중요도를 따라 성적을 내는 것은 그대로이나, 가중치 및 산출 방법이 달라졌다.

## 현재 랭킹
- 2023년 11월 기준

| 순위 | 국가            | 점수 | 변동 |
| ---- | --------------- | ---- | ---- |
| 1    | 일본            | 5572 | -    |
| 2    | 멕시코          | 4709 | +1   |
| 3    | 미국            | 4492 | -1   |
| 4    | 대한민국        | 4186 | -    |
| 5    | 타이완          | 3974 | -    |
| 6    | 베네수엘라      | 3877 | -    |
| 7    | 네덜란드        | 3288 | -    |
| 8    | 쿠바            | 3044 | -    |
| 9    | 도미니카 공화국 | 2623 | -    |
| 10   | 파나마          | 2460 | +2   |
| 11   | 호주            | 2331 | -    |
| 12   | 푸에트레리코    | 2267 | -    |
| 13   | 콜롬비아        | 1985 | -    |
| 14   | 이탈리아        | 1939 | -    |
| 78   | 튀르키예        | 3    | -1   |
| 79   | 솔로몬제도      | 3    | -1   |
| 80   | 에스토니아      | 2    | -1   |

## 연도별 랭킹

### 구계산법 기준
| 연도 | 1위            | 2위            | 3위               | 4위                    | 5위                      | 기준일           |
| ---- | -------------- | -------------- | ----------------- | ---------------------- | ------------------------ | ---------------- |
| 2009 | 쿠바 (1159.68) | 미국 (1051.32) | 일본 (912.07)     | 대한민국 (850.76)      | 중화 타이베이 (561.63)   | 2009년 12월 9일  |
| 2010 | 쿠바 (986.02)  | 미국 (953.25)  | 대한민국 (811.34) | 일본 (799.74)          | 중화 타이베이 (524.36)   | 2010년 12월 10일 |
| 2011 | 쿠바 (956.02)  | 미국 (893.25)  | 대한민국 (766.70) | 일본 (656.42)          | 네덜란드 (524.36)        | 2011년 12월 12일 |
| 2012 | 쿠바(766.02)   | 미국(733.25)   | 일본(664.42)      | 대한민국 (518.20)      | 중화 타이베이(499.79)    | 2012년 12월 12일 |
| 2013 | 미국 (759.27)  | 일본 (695.85)  | 쿠바 (632.98)     | 중화 타이베이 (449.18) | 도미니카 공화국 (449.18) | 2013년 12월 13일 |
| 2014 | 일본 (785.18)  | 미국 (766.02)  | 쿠바 (662.98)     | 중화 타이베이 (605.48) | 네덜란드 (433.50)        | 2014년 12월      |

### 신계산법 기준
| 연도 | 1위         | 2위         | 3위             | 4위                  | 5위           | 기준일          |
| ---- | ----------- | ----------- | --------------- | -------------------- | ------------- | --------------- |
| 2016 | 일본 (5515) | 미국 (5453) | 대한민국 (4812) | 중화 타이베이 (4554) | 쿠바 (3813)   | 2016년 8월 24일 |
| 2018 | 미국 (5025) | 일본 (4609) | 대한민국 (4158) | 쿠바 (3152)          | 멕시코 (2613) | 2018년 2월 22일 |

## 여성 야구대표팀 WBSC 랭킹
여자 야구 월드컵 결과를 반영한다. 2021년 현재 대한민국은 10위에 있다.
- 2021년 12월 기준

| 순위 | 국가            | 점수 | 변동 |
| ---- | --------------- | ---- | ---- |
| 1    | 일본            | 1355 | 0    |
| 2    | 대만            | 1097 | 0    |
| 3    | 캐나다          | 1029 | 0    |
| 4    | 미국            | 1015 | 0    |
| 5    | 베네수엘라      | 900  | 0    |
| 6    | 도미니카 공화국 | 717  | 0    |
| 7    | 쿠바            | 520  | 0    |
| 8    | 호주            | 509  | 0    |
| 9    | 푸에르토리코    | 371  | 0    |
| 10   | 대한민국        | 364  | 0    |
| 20   | 체코            | 10   | 0    |

### 신계산법 기준
| 연도 | 1위         | 2위           | 3위         | 4위                   | 5위              | 기준일          |
| ---- | ----------- | ------------- | ----------- | --------------------- | ---------------- | --------------- |
| 2016 | 일본 (2000) | 캐나다 (1333) | 미국 (1180) | 오스트레일리아 (1057) | 베네수엘라 (933) | 2016년 9월 21일 |

## 소프트볼팀 WBSC 랭킹
2012년 하계 올림픽 결과에 따라 2013년 신설되었다. 남성부, 여성부 모두 한국은 탑10에 들어있지 않다.

### 남자
- 2022년 5월 기준

| 순위 | 국가       | 점수 | 변동 |
| ---- | ---------- | ---- | ---- |
| 1    | 아르헨티나 | 3262 | +1   |
| 2    | 일본       | 2727 | -1   |
| 3    | 캐나다     | 2408 | +3   |
| 4    | 호주       | 2304 | -1   |
| 5    | 체코       | 2228 | -1   |
| 6    | 뉴질랜드   | 2065 | -1   |
| 7    | 미국       | 2032 | 0    |
| 8    | 멕시코     | 1734 | 0    |
| 9    | 베네수엘라 | 1135 | +2   |
| 10   | 덴마크     | 1131 | -1   |
| 45   | 브라질     | 3    | -1   |
| 45   | 엘살바도르 | 3    | -1   |

### 여자
- 2021년 12월 기준

| 순위 | 국가         | 점수 | 변동 |
| ---- | ------------ | ---- | ---- |
| 1    | 미국         | 3510 | +1   |
| 2    | 일본         | 3052 | -1   |
| 3    | 캐나다       | 2631 | 0    |
| 4    | 멕시코       | 2416 | 0    |
| 5    | 푸에르토리코 | 2378 | 0    |
| 6    | 대만         | 2313 | 0    |
| 7    | 이탈리아     | 1730 | +1   |
| 8    | 호주         | 1627 | +1   |
| 9    | 중국         | 1597 | -2   |
| 10   | 네덜란드     | 1585 | 0    |
| 13   | 필리핀       | 741  | -1   |
| 23   | 대한민국     | 423  | -6   |
| 62   | 벨리즈       | 3    | +3   |
| 62   | 볼리비아     | 3    | +3   |
| 62   | 칠레         | 3    | +3   |